# کلمدان‌نقیب
کلمدان نقیب ، روستایی است از توابع بخش مرکزی شهرستان بابل در استان مازندران ایران.

## جمعیت
این روستا در دهستان فیضیه قرار دارد و براساس سرشماری مرکز آمار ایران در سال ۱۳۸۵، جمعیت آن ۲۸۷ نفر (۷۷خانوار) بوده است. در این روستا آرامگاهی با پوشش جنگلی در حدود ۲۰۰۰۰ متر مربع به نام "درویش "وجود دارد.